# Tepidimonas sediminis
Tepidimonas sediminis es una bacteria gramnegativa del género Tepidimonas. Fue descrita en el año 2019. Su etimología hace referencia a sedimento. Es aerobia y móvil por flagelo polar. Tiene un tamaño de 0,6-0,8 μm de ancho por 0,7-1 μm de largo. Forma colonias circulares, lisas y no pigmentadas en agar R2A. Temperatura de crecimiento entre 45-60 °C, óptima de 45-50 °C. Catalasa y oxidasa positivas. Se ha aislado de una fuente termal en China. 